# Berkenye
Berkenye es un pueblo ubicado en el condado de Nógrád, Hungría.

## Superficie
Posee una superficie de 13,46 kilómetros cuadrados.

## Demografía
Hasta 2021 la población era de 775 habitantes, con una densidad de población de 57,57 habitantes por kilómetro cuadrado.